# Eleições nos Estados Unidos em 2016
As eleições nos Estados Unidos em 2016 foram realizadas na terça-feira, 8 de novembro. O Partido Republicano venceu as eleições. Durante este ano eleitoral presidencial, o Presidente dos Estados Unidos e Vice-Presidente foram eleitos. Além disso, foram realizadas eleições para todos os 435 assentos de membros votantes na Câmara dos Representantes (bem como todos os 6 assentos de delegados sem direito a voto) e 34 dos 100 assentos no Senado dos Estados Unidos. Doze governos estaduais, dois governos territoriais e inúmeras outras eleições estaduais e locais também foram feitas.

## Eleições federais

### Eleição presidencial

Mapa dos resultados por estado

A eleição presidencial nos Estados Unidos em 2016 foi a 58ª eleição presidencial do país. A atual distribuição de votos eleitorais foi determinada pelo censo de 2010. Os eleitores presidenciais que elegerão o presidente e o vice-presidente dos Estados Unidos serão escolhidos; uma maioria simples (270) dos 538 votos eleitorais são necessários para ganhar a eleição. O presidente em exercício, Barack Obama (democrata), é inelegível para ser eleito para um terceiro mandato devido aos limites de mandato estabelecidos pela Vigésima Segunda Emenda à Constituição dos Estados Unidos. O empresário e celebridade de reality show Donald Trump, de Nova York, transformou-se no candidato presidencial do Partido Republicano em 19 de julho de 2016, após derrotar o senador Ted Cruz, do Texas; John Kasich, de Ohio; o senador Marco Rubio, da Flórida, além de diversos outros candidatos nas eleições primárias republicanas. A ex-Secretária de Estado e senadora de Nova York, Hillary Clinton, se tornou candidata presidencial do Partido Democrata em 26 de julho de 2016, depois de derrotar o senador de Vermont, Bernie Sanders, nas eleições primárias democratas. Esta é a primeira eleição com uma mulher como candidata presidencial de um grande partido político. É também a primeira eleição desde 1944 que teve candidatos presidenciais do mesmo estado natal. Donald Trump, o vencedor desta eleição, se tornou o 45º Presidente dos Estados Unidos.

### Eleições no Congresso

#### Senado

Mapa dos vencedores para a eleição no Senado

Todos os assentos na classe III do Senado estarão acima para a eleição. Além disso, podem ser realizadas eleições especiais para preencher vagas nas outras duas classes do Senado. Os democratas podem estar melhor posicionados para fazer ganhos neste ciclo, devido ao número de senadores republicanos em estados democratas. No entanto, os republicanos obtiveram 51 assentos no Senado, contra 45 dos democratas.

#### Câmara dos Representantes
Todos os 435 assentos de voto na Câmara dos Representantes dos Estados Unidos estavam prontos para a eleição. Além disto, as eleições foram realizadas para selecionar o Delegado para o Distrito de Columbia, bem como os delegados de territórios dos EUA. Isso inclui o Comissário Residente de Porto Rico, que tem um mandato de quatro anos. Os republicanos também mantiveram o controle da Câmara dos Representantes.